# Man of the World 2024
Man of the World 2024 là cuộc thi Man of the World lần thứ 6 được tổ chức tại Samsung Performing Arts Theater, Makati, Metro Manila, Philippines vào ngày 26 tháng 7 năm 2024.
Vào ngày 25 tháng 7 năm 2024, Man of the World Organization thông báo cuộc thi sẽ được tổ chức tại một địa điểm mới là Winford Resort and Casino Manila thay vì địa điểm sau do điều kiện thời tiết hiện tại của lũ lụt do gió mùa tây nam (habagat) và bão Carina tiến vào trước buổi trình diễn chung kết tại Metro Manila và các tỉnh lân cận. Man of the World 2022 Aditya Khurana đến từ Ấn Độ trao vương miện cho Sergio Azuaga đến từ Venezuela vào cuối chung kết, thay vì người chiến thắng năm ngoái là Man of the World 2023 Jin Wook Kim đến từ Hàn Quốc không thể đến dự sự kiện để trao vương miện cho người kế nhiệm do hoàn cảnh thời tiết.

## Kết quả

### Thứ hạng
| Hạng                  | Thí sinh | T.k.                                 |
| --------------------- | --- | ------------------------------------ |
| Man of the World 2024 | - Venezuela – Sergio Azuaga | [ 5 ] [ 6 ] [ 7 ] [ 8 ] [ 9 ] [ 10 ] |
| Á vương 1             | - Philippines – Kenneth Cabungcal | [ 5 ] [ 6 ] [ 7 ] [ 8 ] [ 9 ] [ 10 ] |
| Á vương 2             | - Pháp – Gwen Jegouzo | [ 5 ] [ 6 ] [ 7 ] [ 8 ] [ 9 ] [ 10 ] |
| Á vương 3             | - Puerto Rico – Fernando Padín | [ 5 ] [ 6 ] [ 7 ] [ 8 ] [ 9 ] [ 10 ] |
| Á vương 4             | - Ecuador – Sebastián Mora | [ 5 ] [ 6 ] [ 7 ] [ 8 ] [ 9 ] [ 10 ] |
| Top 10                | - Ấn Độ – Lavesh Bharambe - Brasil – Cassio Leles De Souza - Eritrea – Paulos Tecle - Tây Ban Nha – Sergio Ávila - Việt Nam – Đoàn Công Vinh § | [ 5 ] [ 6 ] [ 7 ] [ 8 ] [ 9 ] [ 10 ] |
| Top 15                | - Anh Quốc – Kazim Keskin - Colombia – David Linares - Cộng hòa Dominica – Junior Mendoza - Malaysia – Edison Ho - Úc – Amit Saini §           | [ 5 ] [ 6 ] [ 7 ] [ 8 ] [ 9 ] [ 10 ] |

§ Thắng phần thi fast track vào thẳng Top 15.

### Phần thi Fast Track
Những người chiến thắng trong fast track sẽ vào thẳng Top 15.
| Giải thưởng      | Thí sinh                  | T.k.   |
| ---------------- | ------------------------- | ------ |
| Multimedia Award | Việt Nam - Đoàn Công Vinh | [ 11 ] |
| People's Choice  | Úc - Amit Singh Saini     | [ 11 ] |

### Giải thưởng đặc biệt
| Giải thưởng                                | Thí sinh | T.k.          |
| ------------------------------------------ | --- | ------------- |
| Best in National Costume                   | - Ấn Độ – Lavesh Mohan Bharambe - Philippines – Kenneth Vincent Cabungcal - Ecuador – Sebastian Mora - Singapore – Joyner Samson Top 10 - Colombia - David Linares - Eritrea - Paulos Tecle - Indonesia - Arya Dimas Aditya - Malaysia - Edison Ho - Venezuela - Sergio Azuaga - Việt Nam - Đoàn Công Vinh         | [ 12 ] [ 13 ] |
| Best in Swimwear                           | - Venezuela – Sergio Azuaga - Pháp – Gwen Jegouzo - Ấn Độ – Lavesh Mohan Bharambe Top 10 - Anh Quốc - Kazim Keskin - Brasil - Miguel Leles - Ecuador - Sebastian Mora - Hàn Quốc - Min Seong Kim - Philippines - Kenneth Vincent Cabungcal - Puerto Rico - Fernando Ezequiel Padín - Séc - Rostislav Procházka     | [ 12 ] [ 13 ] |
| Best in Beachwear                          | - Puerto Rico – Fernando Ezequiel Padín - Philippines – Kenneth Vincent Cabungcal - Ecuador – Sebastian Mora Top 10 - Anh Quốc - Kazim Keskin - Ấn Độ - Lavesh Mohan Bharambe - Brasil - Miguel Leles - Hàn Quốc - Min Seong Kim - Indonesia - Arya Dimas Aditya - Pháp - Gwen Jegouzo - Venezuela - Sergio Azuaga | [ 12 ] [ 13 ] |
| Best in Formal Wear                        | - Philippines – Kenneth Vincent Cabungcal - Pháp – Gwen Jegouzo - Eritrea - Paulos Tecle Top 10 - Ấn Độ - Lavesh Mohan Bharambe - Brasil - Miguel Leles - Ecuador - Sebastian Mora - Puerto Rico - Fernando Ezequiel Padín - Singapore - Joyner Samson - Venezuela - Sergio Azuaga - Úc - Amit Singh Saini         | [ 12 ] [ 13 ] |
| Fashion of the World                       | - Indonesia - Arya Dimas Aditya - Philippines - Kenneth Vincent Cabungcal - Việt Nam - Đoàn Công Vinh Top 10 - Ấn Độ - Lavesh Mohan Bharambe - Brasil - Miguel Leles - Cộng hòa Dominica - Junior Mendoza - Ecuador - Sebastian Mora - Pháp - Gwen Jegouzo - Tây Ban Nha - Sergio Avila - Úc - Amit Singh Saini    | [ 12 ] [ 13 ] |
| Mister Photogenic                          | - Tây Ban Nha - Sergio Avila - Hàn Quốc - Min Seong Kim - Úc - Amit Singh Saini - Malaysia - Edison Ho Top 10 - Anh Quốc - Kazim Keskin - Ấn Độ - Lavesh Mohan Bharambe - Brasil - Miguel Leles - Pháp - Gwen Jegouzo - Philippines - Kenneth Vincent Cabungcal - Puerto Rico - Fernando Ezequiel Padín            | [ 12 ] [ 13 ] |
| Mister Personality                         | - Bờ Biển Ngà - Desire Kouassi - Campuchia - Rith Siphun - Singapore – Joyner Samson - Colombia - David Linares Top 10 - Eritrea - Paulos Tecle - Hàn Quốc - Min Seong Kim - Malaysia - Edison Ho - Philippines - Kenneth Vincent Cabungcal - Việt Nam - Đoàn Công Vinh - Ý - Nicolas Maggi                        | [ 12 ] [ 13 ] |
| Mister Congeniality                        | - Ecuador – Sebastian Mora - Séc - Rostislav Procházka - Philippines – Kenneth Vincent Cabungcal - Maroc – Simo Mansouri Top 10 - Brasil - Miguel Leles - Campuchia - Rith Siphun - Eritrea - Paulos Tecle - Puerto Rico - Fernando Ezequiel Padín - Việt Nam - Đoàn Công Vinh - Úc - Amit Singh Saini             | [ 12 ] [ 13 ] |
| Best Physique                              | - Brasil – Miguel Leles - Việt Nam – Đoàn Công Vinh - Anh Quốc – Kazim Keskin Top 10 - Bờ Biển Ngà - Desire Kouassi - Campuchia - Rith Siphun - Colombia - David Linares - Eritrea - Paulos Tecle - Malaysia - Edison Ho - Pháp - Gwen Jegouzo - Philippines - Kenneth Vincent Cabungcal                           | [ 12 ] [ 13 ] |
| Best in Arrival Outfit                     | - Pháp - Gwen Jegouzo - Brasil - Miguel Leles - Séc - Rostislav Procházka Top 10 - Anh Quốc - Kazim Keskin - Bờ Biển Ngà - Desire Kouassi - Maroc - Simo Mansouri - Philippines - Kenneth Vincent Cabungcal - Puerto Rico - Fernando Ezequiel Padín - Tây Ban Nha - Sergio Avila - Việt Nam - Đoàn Công Vinh       | [ 12 ] [ 13 ] |
| Press Favorite                             | - Venezuela – Sergio Azuaga - Philippines – Kenneth Vincent Cabungcal - Ecuador – Sebastian Mora - Pháp - Gwen Jegouzo Top 10 - Campuchia - Rith Siphun - Colombia - David Linares - Cộng hòa Dominica - Junior Mendoza - Malaysia - Edison Ho - Úc - Amit Singh Saini - Ý - Nicolas Maggi                         | [ 12 ] [ 13 ] |
| Man of Travel - Holiday Inn Express Manila | - Philippines – Kenneth Vincent Cabungcal | [ 12 ] [ 13 ] |

## Các thí sinh
23 thí sinh dự thi.
| Quốc gia/vùng lãnh thổ | Thí sinh                          | Quê quán  |
| ---------------------- | --------------------------------- | --------- |
| Anh Quốc               | Kazim Keskin                      | London    |
| Ấn Độ                  | Lavesh Mohan Bharambe             | Pune      |
| Bờ Biển Ngà            | M’Bra Koffiba Desire Kouassi      | Abidjan   |
| Brasil                 | Cassio Miguel Leles De Souza      | Cuiabá    |
| Campuchia              | Rith Siphun                       | Sisophon  |
| Colombia               | David Alexander Linares Solís     | Pasto     |
| Cộng hòa Dominica      | Junior Radhomes Mendoza Taveras   | Salcedo   |
| Ecuador                | Sebastián Mora                    | Puyo      |
| Eritrea                | Paulos Tecle                      | Asmara    |
| Hàn Quốc               | Min Seong Kim                     | Goyang    |
| Indonesia              | Arya Dimas Aditya                 | Palembang |
| Malaysia               | Edison Ho                         | Selangor  |
| Maroc                  | Simo Mansouri                     | Khemisset |
| Pháp                   | Gwen Jegouzo                      | Rennes    |
| Philippines            | Kenneth Vincent Cabungcal         | Dumaguete |
| Puerto Rico            | Fernando Ezequiel Padín Rodríguez | Isabela   |
| Séc                    | Rostislav Procházka               | Znojmo    |
| Singapore              | Joyner Canlas Samson              | Thomson   |
| Tây Ban Nha            | Sergio Ávila López                | Granada   |
| Úc                     | Amit Singh Saini                  | Melbourne |
| Venezuela              | Sergio Alejandro Azuaga Piñango   | Caracas   |
| Việt Nam               | Đoàn Công Vinh                    | Tây Ninh  |
| Ý                      | Nicolas Maggi                     | Rome      |

### Dự thi cuộc thi sắc đẹp quốc tế khác
| Cuộc thi             | Năm  | Quốc gia/vùng lãnh thổ | Thí sinh                  | Thứ hạng  | T.k. |
| -------------------- | ---- | ---------------------- | ------------------------- | --------- | ---- |
| Mister Supranational | 2025 | Philippines            | Kenneth Vincent Cabungcal | Á vương 4 |      |